# Eugenia oreinoma
Eugenia oreinoma är en myrtenväxtart som beskrevs av Otto Karl Berg. Eugenia oreinoma ingår i släktet Eugenia och familjen myrtenväxter. IUCN kategoriserar arten globalt som otillräckligt studerad. Inga underarter finns listade i Catalogue of Life.